# Коріння. СНИ.
Коріння — короткометражний український Фільм за мотивами оповідання Григора Тютюнника «Дикий». Фільм був відзнятий у 2009 році, в Києві. Прем'єра стрічки відбулася 10 квітня 2013 року, у столичному Будинку кіно в Червоній залі. Фільм увійшов до проекту «Нова Українська хвиля». Режисер стрічки Дмитро Сухолиткий-Собчук.

## Інформація про фільм
Оповідання «Дикий» — це історія Санька Бреуса, який іде селом. Історія однієї прогулянки від дому і до певних його власних, життєвих висновків. Герой такого внутрішнього морального неспокою мені був найбільш цікавим. Я адаптував оповідання під маленьке місто. Лишив незмінні діалоги і душевний стержень головного героя, його внутрішній неспокій — Хто він? Куди іде? Навіщо? — розповідає про задум короткометражки Дмитро Сухолиткий-Собчук.
Музичний супровід у стрічці відсутній зовсім. Присутні тільки звуки діалогів та наспівування колискових.

### Сюжет
Фільм розповідає про 30-річного чоловіка, який приїздить у будинок дідуся, де він не був з дитинства. Сусіди забули та не впізнають Санька, і знайти спільну мову з оточуючими дуже важко. Єдина впізнає його Софійка. У дівчини не склалось особисте життя, і більш того, вона залишилась з дитиною сама. Головні герої бачились дружили в дитинстві, але зараз між ними прірва. Софія живе поверхом вище у будинку, де жив дід Санька, і Санько сам живе спогадами минулого і поводить себе тут як семирічний хлопчик. Режисер намагався зобразити у цьому фільмі своєрідне пізнання і віднайдення головним героєм своєї власної щирості.
Дитинство — один з портретів того, коли людина формується. Герой заходить у багатоповерхівку і не виходить звідти протягом усього фільму, до певної події. Метафорично будинок — це капсула часу, в якій він живе. У Тютюнника — село, а в мене — це багатоповерхівка. Зрештою вкінці тільки через співчуття Санько стає більш людяним та щирим, — додає режисер.

## Нагороди та відзнаки
- Диплом за бездоганну киінематографічну форму в фільмі «Коріння. Сни» Криворіжського кінофестиваля «Кіно під зірками. Дубль 4»[4].
- Диплом за найкращу роботу художника Юлії Зауличної. Кінофестиваль Відкрита ніч Дубль 17 (2014)
- Диплом за операторську роботу оператора Микити Кузьменко. Кінофестиваль Відкрита ніч Дубль 17 (2014)  [Архівовано 3 лютого 2016 у Wayback Machine.]
- Viewster Online Film Fest (#VOFF), 2014